# Monosolenium tenerum
Monosolenium tenerum là một loài Rêu trong họ Monosoleniaceae. Loài này được Griff. mô tả khoa học đầu tiên năm 1849.